# 黑金企業
是一部2007年上映的史詩性電影，展現了19-20世紀之交美國西部石油工業興盛下的社會風貌。該片由保羅·湯瑪斯·安德森根據厄普顿·辛克莱1927年出版的小說《Oil!》編劇，保羅·湯瑪斯·安德森執導，丹尼爾·戴-路易斯與保羅·達諾主演，於2006年5月中旬開始拍攝，在新墨西哥州及德克萨斯州取景，於2006年8月24日殺青，次年12月26日於美國紐約與洛杉磯上映。影片入圍和斬獲包括柏林電影節銀熊獎在內的多個獎項，并被選為美國電影學會年度最佳十大影片，該片主演丹尼爾·戴-路易斯獲得包括奧斯卡金像獎、金球獎等多項提名，并因此獲得第80屆奥斯卡最佳男主角奖。

## 劇情
19世纪末，新墨西哥州矿工丹尼尔·普兰尤 ( Daniel Plainview )（丹尼尔·戴-路易斯饰）靠开采银矿发家，在南加州发现石油后，他成立了自己的石油钻探队。丹尼尔的一个工人因矿难而死，他收养了这个工人的儿子并取名为 H.W.（迪伦·弗莱希尔饰）。来自加州小波士顿的保罗·桑迪 ( 保罗·丹诺饰）将他家牧场下有石油的情报卖给了丹尼尔，作为代价，他要求丹尼尔必须兴建一条通往教堂的道路，尽管丹尼尔是一名无神论者。而後丹尼尔带领钻探队在当地发现了石油，油井被建立起来的同时，学校和农场也被建起来。保罗·桑迪的孪生兄弟伊莱·桑迪（同为保罗·丹诺饰）是镇上受尊敬的牧师，但丹尼尔未请伊莱为油井开工祈福。在一次瓦斯爆炸的事故中，丹尼尔的养子 H.W.双耳失聪，伊莱将此描述为上天的报应，并向丹尼尔索讨向教堂的捐款，丹尼尔愤怒的殴打了伊莱。
一个名为亨利（凯文·欧康纳饰）的陌生人找到丹尼尔，自称是丹尼尔同父异母的兄弟。H.W.不喜欢亨利，并在卧室中纵火意在赶亨利走。丹尼尔的手下为 H.W.在旧金山找到了聋哑学校，于是丹尼尔设法将 H.W.送去了旧金山。因不愿受强大的标准石油公司摆布，丹尼尔计划自己建造输油管道，将自己产的原油运送至太平洋沿岸。在亨利的帮助下，丹尼尔和聯合石油合作並完成了输油管道线路的勘探，两人成为了亲密的合作伙伴。在一次野外勘探时丹尼尔发现了这个陌生人原來只是自己已故兄弟的朋友，借亨利的名字来找自己讨口饭吃，丹尼尔在矛盾中杀害了亨利。丹尼尔的输油管道必须经过一位农场主的土地，而此农场主是牧师伊莱的忠实信徒，要求只有丹尼尔去伊莱的教堂忏悔和接受洗礼，才允许输油管道经过。伊莱在洗礼上把丹尼尔描述为抛弃儿子的罪人，并羞辱了一番。丹尼尔打通了输油管道并取得事业成功，而后将 H.W.接回了小波士顿。
多年后，H.W.与伊莱的妹妹玛丽·桑迪结婚，并计划离开丹尼尔成立自己的石油公司。丹尼尔不愿养子成为自己的竞争对手，却无法说服 H.W.留下，恼羞成怒告诉 H.W.并非自己亲生的事实，H.W.离开了丹尼尔。伊莱在外投资失败，找到丹尼尔寻求资金上的帮助，被丹尼尔羞辱和殴打致死。丹尼尔·普兰尤最终孤身一人。

## 演員
- 丹尼爾·戴-路易斯飾演丹尼爾·普蘭尤
- 保羅·丹諾飾演保羅/伊萊·桑迪
- 凱文·歐康納（英语：Kevin J. O'Connor (actor)）飾演亨利·普蘭尤

## 評價
《黑金風雲》在影評網站爛番茄中獲得91%的新鮮度；另一影評網站Metacritic，以33篇的影評獲得92分的高分。在著名影評網站IMDb上獲得8.2分，在前250名排行榜中列183名。2007年，美國電影學會將其列為十大電影之一。隔年，該片入選死前必看的1001部電影。
- 「大師級的手法精湛表現出過去如真似假的場景令人驚豔，對於電影的演員一舉一動都掌握的恰到好處。」－安德魯·薩里斯（Andrew Sarris[4]）
- 「完全表達出原始美國電影風格的影片。」－理查·史柴寇（Richard Schickel，《時代雜誌》[5]）
- 「大師之作！」－湯姆·查瑞帝（Tom Charity，CNN[6]）
- 「顛峰藝術之作！優越的表達局勢衝突，為不可否認的美學大作。」－曼諾拉·達吉斯（Manohla Dargis，《紐約時報》[7]）

2023年，爛番茄滿25週年特別專題中，本片在該站列名列「影評家選出過去25年的最佳電影」排行榜第12名。

### 十大影片
該片獲得多項影評人十大影片。

| - 冠軍－伊薩·艾特（Ethar Alter，《巨人雜誌》） - 冠軍－馬裘里·博剛騰（Marjorie Baumgarten，《奧斯汀歷史報》） - 冠軍－丹·班奈特（Dan Bennet，《試映指南》） - 冠軍－湯姆·查瑞帝（Tom Charity，CNN） - 冠軍－柯爾·戴布尼（Cole Dabney，coleandbobby.com （页面存档备份，存于） - 冠軍－曼諾拉·達吉斯（Manohla Dargis，《紐約時報》） - 冠軍－大衛·費爾（David Fear，《Time Out雜誌》） - 冠軍－史考特·方德斯（Scott Foundas，《洛杉磯週報》） - 冠軍－史蒂芬·霍登（Stephen Holden，《紐約時報》） - 冠軍－陶德·希爾（Tod Hill，《史泰登島促進報》） - 冠軍－葛倫·肯尼（Glenn Kenny，《首映雜誌》） - 冠軍－凱文·拉佛勒（Kevin Laforest，《蒙特婁影片日報》） - 冠軍－克雷格·歐希爾（Craig Outhier，《橘郡記事報》） - 冠軍－基斯·菲普斯（Keith Phipps，《A.V.俱樂部》） - 冠軍－雷·普萊德（Ray Pride，Salon.com） - 冠軍－麥克·羅素（Mike Russell，《奧勒岡人報》） - 冠軍－漢克·薩汀（Hank Sartin，《芝加哥讀者報》） - 冠軍－馬可·薩洛福（Marc Savlov，《奧斯汀歷史報》） - 冠軍－馬克·史勒斯基（Mark Slutsky，《蒙特婁鏡報》） - 冠軍－尼克·史查格（Nick Schager，《石板雜誌》） - 冠軍－莉莎·舒瓦茲博（Lisa Schwarzbaum，《娛樂週報》） | - 冠軍－詹·史圖特（Jan Stuart，《新聞日報》） - 冠軍－艾拉·泰勒（Ella Taylor，《洛杉磯週報》） - 亞軍－大衛·安森（David Ansen，《新聞週報》） - 亞軍－納森·雷賓（Nathan Rabin，《A.V.俱樂部》） - 亞軍－利恩·羅德里奎茲（Rene Rodriguez，《邁阿密先驅報》） - 亞軍－史考特·陶比斯（Scott Tobias，《A.V.俱樂部》） - 季軍－A·O·史考特（A.O. Scott，《紐約時報》） - 季軍－安·霍乃戴（Ann Hornaday，《華盛頓郵報》） - 季軍－喬·摩根史騰（Joe Morganstern，《華爾街日報》） - 殿軍－戴森·湯普森（Desson Thomson，《華盛頓郵報》） - 殿軍－泰·布爾（Ty Burr，《波士頓金球報》） - 第五名－J·霍伯曼（J. Hoberman，《鄉村之音》） - 第五名－尚恩·雷米（Shawn Levy，《奧勒岡人報》） - 第六名－克里斯提·列邁爾（Christy Lemire，《美聯社》） - 第六名－菲利浦·馬汀（Phillip Martin，《阿肯色民主報》) - 第六名－戴文·法拉西（Devin Faraci，CHUD.com） - 第七名－彼得·崔佛（Peter Travers，《滾石雜誌》） - 第九名－克勞狄亞·浦格（Claudia Puig，《今日美國報》） - 第九名－理查·史柴寇（Richard Schickel，《時代雜誌》） - 第十名－羅·盧曼尼克（Lou Lumenick，《紐約郵報》） - 前十名（未排名）－丹那·史蒂文斯（Dana Stevens，《石板雜誌》） |

## 原聲帶
電影原聲帶由電臺司令成員強尼·葛林伍所配樂，除了葛林伍所創作的〈Popcorn Superhet Receiver〉有被摘用外，其他皆為強尼·葛林伍所寫。《黑金企業》電影原聲帶於2007年12月17日於英國發行，隔日在全美發行。電影配樂獲得了廣泛的肯定，但由於葛林伍曾摘用〈Popcorn Superhet Receiver〉其中的部份，牴觸了奧斯卡最佳原創配樂獎的規定，並未入圍。

### 音軌
1. 〈Open Spaces〉－3:55
2. 〈Future Markets〉－2:41
3. 〈Prospectors Arrive〉－4:34
4. 〈Eat Him by His Own Light〉－2:41
5. 〈Henry Plainview〉－4:14
6. 〈There Will Be Blood〉－2:05
7. 〈Oil〉－3:06
8. 〈Proven Lands〉－1:51
9. 〈HW/Hope of New Fields〉－2:50
10. 〈Stranded the Line〉－2:21
11. 〈Prospectors Quartet〉－2:57

所有曲目皆由強尼·葛林伍所寫，而〈Henry Plainview〉以及〈Proven Lands〉有摘取〈Popcorn Superhet Receiver〉的元素所成。

## 獎項
| 獎項                   |                              |                                                                                   |      |
| 年度                   | 獎項                         | 獎項類別/得獎人                                                                   | 結果 |
| 2008年                 | 奧斯卡金像獎                 | 最佳男主角－丹尼爾·戴-路易斯                                                      | 獲獎 |
| 2008年                 | 奧斯卡金像獎                 | 最佳攝影－勞勃·艾斯威特                                                           | 獲獎 |
| 2008年                 | 奧斯卡金像獎                 | 最佳導演－保羅·湯瑪斯·安德森                                                      | 提名 |
| 2008年                 | 奧斯卡金像獎                 | 最佳改編劇本－保羅·湯瑪斯·安德森                                                  | 提名 |
| 2008年                 | 奧斯卡金像獎                 | 最佳美術指導－傑克·費斯克、吉姆·艾瑞克森                                          | 提名 |
| 2008年                 | 奧斯卡金像獎                 | 最佳影片                                                                          | 提名 |
| 2008年                 | 奧斯卡金像獎                 | 最佳剪輯－戴倫·提切諾                                                             | 提名 |
| 2008年                 | 奧斯卡金像獎                 | 最佳音效剪輯－馬修·伍德                                                           | 提名 |
| 2008年                 | 美國電影剪輯協會艾迪獎       | 最佳戲劇電影剪輯－戴倫·提切諾                                                     | 提名 |
| 2008年                 | 美國電影攝影師協會獎         | 最佳電影攝影－勞勃·艾斯威特                                                       | 獲獎 |
| 2008年                 | 美術指導工會                 | 最佳時代電影美術設計－傑克·費斯克                                                 | 獲獎 |
| 2008年                 | 英國電影學院獎               | 最佳男主角－丹尼爾·戴-路易斯                                                      | 獲獎 |
| 2008年                 | 英國電影學院獎               | 最佳導演－保羅·湯瑪斯·安德森                                                      | 提名 |
| 2008年                 | 英國電影學院獎               | 最佳影片                                                                          | 提名 |
| 2008年                 | 英國電影學院獎               | 最佳攝影－勞勃·艾斯威特                                                           | 提名 |
| 2008年                 | 英國電影學院獎               | 最佳配樂－強尼·葛林伍                                                             | 提名 |
| 2008年                 | 英國電影學院獎               | 最佳艺术指导－傑克·費斯克、吉姆·艾瑞克森                                          | 提名 |
| 2008年                 | 英國電影學院獎               | 最佳改編劇本－保羅·湯瑪斯·安德森                                                  | 提名 |
| 2008年                 | 英國電影學院獎               | 最佳混音－馬修·伍德、約翰·普里齊、麥可·賽曼尼克、湯姆·強森、克里斯多夫·史卡波西歐 | 提名 |
| 2008年                 | 英國電影學院獎               | 最佳男配角－保羅·迪諾                                                             | 提名 |
| 2008年                 | 柏林影展                     | 銀熊獎－保羅·湯瑪斯·安德森                                                        | 獲獎 |
| 2008年                 | 柏林影展                     | 金熊獎－黑金企業                                                                  | 提名 |
| 2008年                 | 廣播影評人協會獎             | 最佳男主角－丹尼爾·戴-路易斯                                                      | 獲獎 |
| 2008年                 | 廣播影評人協會獎             | 最佳配樂－強尼·葛林伍                                                             | 獲獎 |
| 2008年                 | 廣播影評人協會獎             | 最佳影片                                                                          | 提名 |
| 俄亥俄中部影評人協會獎 | 最佳男主角－丹尼爾·戴-路易斯 | 獲獎                                                                              |      |
| 2007年                 | 芝加哥影評人協會獎           | 最佳男主角－丹尼爾·戴-路易斯                                                      | 獲獎 |
| 2007年                 | 芝加哥影評人協會獎           | 最佳攝影－勞勃·艾斯威特                                                           | 提名 |
| 2007年                 | 芝加哥影評人協會獎           | 最佳導演－保羅·湯瑪斯·安德森                                                      | 提名 |
| 2007年                 | 芝加哥影評人協會獎           | 最佳原創配樂－強尼·葛林伍                                                         | 提名 |
| 2007年                 | 芝加哥影評人協會獎           | 最佳影片                                                                          | 提名 |
| 2007年                 | 芝加哥影評人協會獎           | 最佳改編劇本－保羅·湯瑪斯·安德森                                                  | 提名 |
| 2007年                 | 達拉斯—沃斯堡影評人協會獎    | 最佳男主角－丹尼爾·戴-路易斯                                                      | 獲獎 |
| 2008年                 | 美國導演工會獎               | 最佳電影導演－保羅·湯瑪斯·安德森                                                  | 提名 |
| 2007年                 | 佛羅里達影評人協會獎         | 最佳男主角－丹尼爾·戴-路易斯                                                      | 獲獎 |
| 2008年                 | 金球獎                       | 最佳男主角－丹尼爾·戴-路易斯                                                      | 獲獎 |
| 2008年                 | 金球獎                       | 最佳戲劇類影片                                                                    | 提名 |
| 2008年                 | 堪薩斯影評人協會獎           | 最佳男主角－丹尼爾·戴-路易斯                                                      | 獲獎 |
| 2008年                 | 堪薩斯影評人協會獎           | 最佳影片                                                                          | 獲獎 |
| 2007年                 | 拉斯維加斯影評人協會獎       | 最佳男主角－丹尼爾·戴-路易斯                                                      | 獲獎 |
| 2007年                 | 拉斯維加斯影評人協會獎       | 最佳攝影－勞勃·艾斯威特                                                           | 獲獎 |
| 2007年                 | 拉斯維加斯影評人協會獎       | 最佳配樂－強尼·葛林伍                                                             | 獲獎 |
| 2008年                 | 倫敦影評圈獎                 | 年度男主角－丹尼爾·戴-路易斯                                                      | 獲獎 |
| 2008年                 | 倫敦影評圈獎                 | 年度導演－保羅·湯瑪斯·安德森                                                      | 獲獎 |
| 2008年                 | 倫敦影評圈獎                 | 年度影片                                                                          | 提名 |
| 2008年                 | 倫敦影評圈獎                 | 年度電影編劇－保羅·湯瑪斯·安德森                                                  | 提名 |
| 2007年                 | 洛杉磯影評人協會獎           | 最佳男主角－丹尼爾·戴-路易斯                                                      | 獲獎 |
| 2007年                 | 洛杉磯影評人協會獎           | 最佳導演－保羅·湯瑪斯·安德森                                                      | 獲獎 |
| 2007年                 | 洛杉磯影評人協會獎           | 最佳影片                                                                          | 獲獎 |
| 2007年                 | 洛杉磯影評人協會獎           | 最佳製作設計－傑克·費斯克                                                         | 獲獎 |
| 2008年                 | 國家影評人協會獎             | 最佳男主角－丹尼爾·戴-路易斯                                                      | 獲獎 |
| 2008年                 | 國家影評人協會獎             | 最佳攝影－勞勃·艾斯威特                                                           | 獲獎 |
| 2008年                 | 國家影評人協會獎             | 最佳影片                                                                          | 獲獎 |
| 2008年                 | 國家影評人協會獎             | 最佳導演－保羅·湯瑪斯·安德森                                                      | 獲獎 |
| 2007年                 | 紐約影評人協會獎             | 最佳男主角－丹尼爾·戴-路易斯                                                      | 獲獎 |
| 2007年                 | 紐約影評人協會獎             | 最佳攝影－勞勃·艾斯威特                                                           | 獲獎 |
| 2008年                 | 線上影評人協會獎             | 最佳配樂－強尼·葛林伍                                                             | 獲獎 |
| 2008年                 | 線上影評人協會獎             | 最佳攝影－勞勃·艾斯威特                                                           | 提名 |
| 2008年                 | 線上影評人協會獎             | 最佳導演－保羅·湯瑪斯·安德森                                                      | 提名 |
| 2008年                 | 線上影評人協會獎             | 最佳剪輯－戴倫·提切諾                                                             | 提名 |
| 2008年                 | 線上影評人協會獎             | 最佳影片                                                                          | 提名 |
| 2008年                 | 線上影評人協會獎             | 最佳改編劇本－保羅·湯瑪斯·安德森                                                  | 提名 |
| 2008年                 | 美國製作人工會獎             | 最佳戲院電影                                                                      | 提名 |
| 2007年                 | 鳳凰城影評人協會獎           | 最佳男主角－丹尼爾·戴-路易斯                                                      | 獲獎 |
| 2007年                 | 聖地牙哥影評人協會獎         | 最佳男主角－丹尼爾·戴-路易斯                                                      | 獲獎 |
| 2007年                 | 聖地牙哥影評人協會獎         | 最佳導演－保羅·湯瑪斯·安德森                                                      | 獲獎 |
| 2007年                 | 聖地牙哥影評人協會獎         | 最佳配樂－強尼·葛林伍                                                             | 獲獎 |
| 2007年                 | 聖地牙哥影評人協會獎         | 最佳改編劇本－保羅·湯瑪斯·安德森                                                  | 獲獎 |
| 2007年                 | 衛星獎                       | 最佳攝影－勞勃·艾斯威特                                                           | 提名 |
| 2008年                 | 影視演員協會獎               | 最佳男主角－丹尼爾·戴-路易斯                                                      | 獲獎 |
| 2007年                 | 東南影評人協會獎             | 最佳男主角－丹尼爾·戴-路易斯                                                      | 獲獎 |
| 2008年                 | 美國編劇工會獎               | 最佳改編劇本－保羅·湯瑪斯·安德森                                                  | 提名 |

## 外部連結
- （英文） 官方網站
- （英文） 互联网电影数据库（IMDb）上《There Will be Blood》的资料（英文）
- （英文） 爛番茄上《There Will be Blood》的資料（英文）
- （英文） Metacritic上《There Will be Blood》的資料（英文）
- （英文） Box Office Mojo上《There Will be Blood》的資料（英文）
- （英文） AllMovie上《There Will be Blood》的资料（英文）